# Wilhelm-Raabe-Warte
Die Wilhelm-Raabe-Warte im Harz ist ein 21,60 m hoher Aussichtsturm auf dem Eichenberg bei Blankenburg im Landkreis Harz in Sachsen-Anhalt. Er wurde 1896 zu Ehren Wilhelms II., des damaligen deutschen Kaisers und Königs von Preußen, erbaut und ist einer von wenigen noch existierenden Kaisertürmen.
Der Turm kann nur von außen besichtigt werden. Wegen herunterfallender Mauerteile ist der Zugang zum Turm derzeit (2019) gesperrt.

## Geografische Lage
Die Wilhelm-Raabe-Warte befindet sich im Unterharz im Naturpark Harz/Sachsen-Anhalt. Sie steht auf dem Gipfel des Eichenbergs (416 m ü. NN), der sich direkt westlich der Blankenburger Kernstadt erhebt.
Der Aufstieg zum Turm ist kurz, aber zum Teil sehr steil.
Unmittelbar neben dem Turm steht das sanierungsbedürftige Gebäude der ehemaligen Gaststätte. Es ist geplant, hier eine Wandergaststätte mit Übernachtungsmöglichkeiten zu eröffnen.

## Geschichte

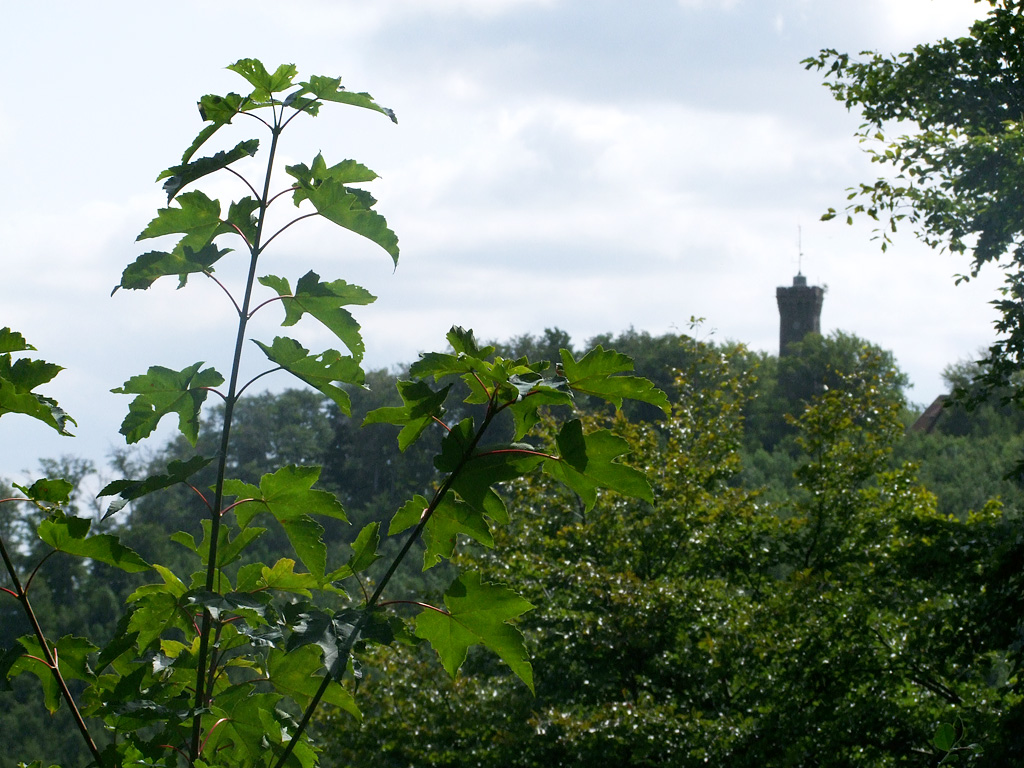
Blick auf Wilhelm-Raabe-Warte vom Staufenberg aus gesehen

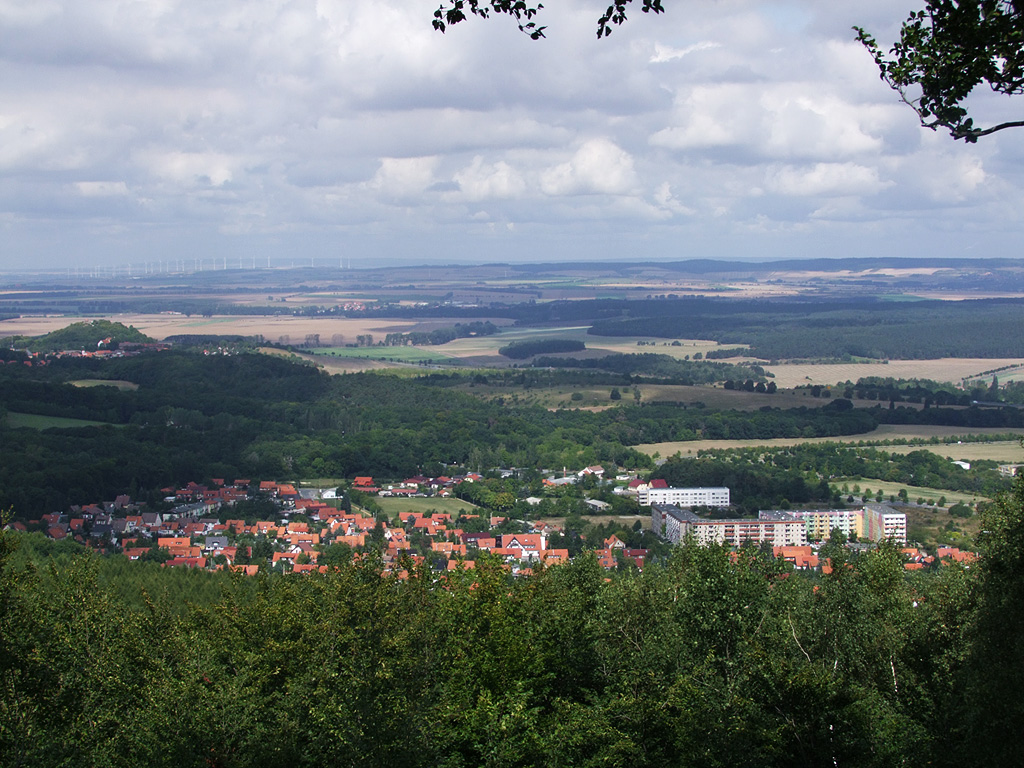
Blick auf Blankenburg, Gebiet Oesig von Wilhelm-Raabe-Warte aus gesehen

Im November 1894 gab es die erste Idee zum Bau dieses Aussichtsturms. Ende 1895 kam dann der Beschluss zum Bau und am 22. März 1896 feierte man die Grundsteinlegung. Die Einweihung der Kaiserwarte erfolgte am 9. September 1896.
1921 nahm man aufwendige Instandsetzungsarbeiten am Turm vor, die von der Tochter Kaiser Wilhelms II., Herzogin Victoria Luise mitfinanziert wurden. Zudem wurde eine Holzbaracke für die Bewirtung erbaut. Dennoch existierte zwischen 1922 und 1950 nur eine minimale Bewirtschaftung mit zeitweiligen Unterbrechungen.
Nach dem Zweiten Weltkrieg (1939–1945) wurde eine weitere Instandsetzung des Turmes durch Initiative der Blankenburger Harzklubmitglieder ermöglicht. Im Jahr 1950 erfolgte die Umbenennung in „Wilhelm-Raabe-Warte“ zu Ehren des Schriftstellers Wilhelm Raabe.
Weil die Holzbaracke zerstört wurde, nahm die Firma Karl Hildebrandt (Blankenburg) den Aufbau einer massiven Baracke für die Bewirtschaftung vor. Diese wurde am 10. Juli 1954 eröffnet. 1976 wurde im Zuge des Baus des Betriebsferienheims der ZBO „Einheit“ Dachrieden mit öffentlicher Gaststätte „Wilhelm-Raabe-Warte“ der Aussichtsturm weiter saniert. Die Gaststätte wurde von 1978 bis 1992 betrieben.
Am 19. Februar 1996 kaufte der Harzklub-Zweigverein Blankenburg e.V. das Grundstück mit der „Wilhelm-Raabe-Warte“. Am 15. September 1996 fand die Übergabe des Aussichtsturmes an die Öffentlichkeit statt.

## Turmdaten
- Höhe des Turms bis zur Zinne: 21,60 m
- bebaute Grundfläche: 20,50 m²
- Stufen: 106 (41 Guss, 44 Holz, 21 Stein)
- Bauzeit: 22. März bis 2. September 1896[3]

## Aussichtsmöglichkeit
Von der Aussichtsplattform der Wilhelm-Raabe-Warte fällt der Blick besonders auf die Stadt Blankenburg und in das nördliche Harzvorland. Bei ausgezeichneten Sichtverhältnissen beträgt die Sichtweite bis zu 70–75 km.